# Anomis vitiensis
Anomis vitiensis là một loài bướm đêm trong họ Erebidae.